# Anna-Stina Pettersson
Anna-Stina Pettersson, född 15 januari 1896 i Reslövs församling, Malmöhus län, död 1986, var en svensk läkare.
Pettersson, som var dotter till fabrikör Eskilander Pettersson och Christina Oelrich, avlade studentexamen 1915, blev medicine kandidat vid Lunds universitet 1919 och medicine licentiat där 1926. Hon var underläkare vid medicinska avdelningen på Umeå lasarett 1926–1927 och 1928–1930, på Hällnäs sanatorium 1927–1928, på Sahlgrenska sjukhuset 1930–1932, på Epidemisjukhuset i Stockholm 1932–1933, praktiserande läkare i Halmstad sedan 1933 och skolläkare 1933–1961. Hon var ordförande i föreningen Mjölkdroppen 1933–1939, ledamot av hälsovårdsnämnden i Halmstads stad 1934–1956, av folkskolestyrelsen 1934–1958 och av stadsfullmäktige 1941–1948. Hon skrev artiklar i obstetrik, pediatrik och medicin.